# Alsóvárca község
Alsóvárca község (románul: Comuna Oarța de Jos) község Máramaros megyében, Romániában. Központja Alsóvárca, beosztott falvai Felsővárca, Középvárca.

## Népessége
A 2011-es népszámlálás adatai alapján a község népessége 1243 fő volt.